# Testnetz
Als Testnetz wird in der Geodäsie ein präzises Vermessungsnetz bezeichnet, in dem durch längere Messkampagnen und auf streng wissenschaftlicher Basis verschiedene schwer modellierbare Effekte untersucht werden. Das Ziel von Testnetzen ist, die Theorie und Modellierung der Landesvermessung zu verbessern.
Mit Testnetzen untersuchte Phänomene sind unter anderem:
- Einflüsse der lokalen oder regionalen Geodynamik
- Effekte der Lotabweichung und von Störpotentialen auf geodätische Messungen
- Unregelmäßigkeiten der Lichtbrechung entlang von Meßstrahlen
- Klimatisch bedingte Störungen der  Astronomischen Refraktion
- Einflüsse der Fehlerfortpflanzung auf die Positionsbestimmung

In den 1970ern und 1980ern wurden vor allem terrestrische Testnetze eingerichtet, z. B. von der TU Hannover im Westharz und von der TU Wien im Wiener Becken. Spätere Testnetze betrafen vor allem die Satellitengeodäsie (z. B. die ISAGEX-Kampagnen, die Radiointerferometrie (VLBI) und hochpräzise GPS-Netze (z. B. im schweizerischen Turtmann-Projekt und im Europanetz)).